# María Gracia Varas
María Gracia Urbana Varas Fuenzalida (Santiago, 19 de diciembre de 2001-Santiago, 18 de julio de 2025) fue una atleta chilena, especialista en la prueba de salto largo y salto triple, disciplina con la que llegó a ser medallista en el Campeonato Sudamericano Sub-20 de Atletismo en 2019, en Cali, Colombia.
También integró el relevo 4×100 metros en el equipo chileno de atletismo.

## Biografía
Se interesó desde muy niña por el deporte. Compitió en el campeonato interescolar representando al colegio San Anselmo, del que se graduó en 2019.
En 2020 entró a estudiar fonoaudiología en la Universidad del Desarrollo, carrera que abandonó para instalarse en Estados Unidos. Volvió a Chile y en 2025 estaba  estudiando psicología en la misma casa de estudios.
Era prima en segundo grado de la exatleta Clara Silva.

## Carrera deportiva
En el 43° Campeonato Sudamericano Sub-20 de Atletismo obtuvo la medalla de bronce en la modalidad de triple salto, logrando una distancia de 12.33 metros.

## Fallecimiento
Falleció a los veintitrés años de edad debido a una mononucleosis agravada que se convirtió en una hemofagocitosis. El cuadro se habría producido por una enfermedad autoinmune que padecía desde hace cuatro años.